# National Transcontinental Railway

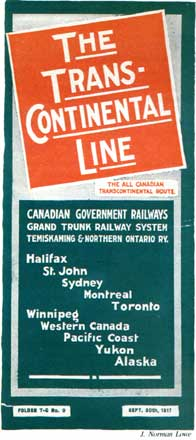
Tidtabell från 1917

National Transcontinental Railway (NTR) var en järnväg mellan Winnipeg och Moncton i Kanada. Stora delar av sträckan trafikeras numera av Canadian National Railway.